# 2006-os Amstel Gold Race
A 2006-os Amstel Gold Race volt a 41. holland kerékpárverseny. Április 16-án került megrendezésre, össztávja 253 kilométer volt. Végső győztes a luxemburgi Fränk Schleck lett.

## Végeredmény
|    | Versenyző                      | Csapat                 | Idő           |
| -- | ------------------------------ | ---------------------- | ------------- |
| 1  | Fränk Schleck                  | Team CSC               | 6 óra 25' 39" |
| 2  | Steffen Wesemann               | T-Mobile Team          | + 22"         |
| 3  | Michael Boogerd                | Rabobank               | + 46"         |
| 4  | Karsten Kroon                  | Team CSC               | + 48"         |
| 5  | Patrik Sinkewitz               | T-Mobile Team          | + 48"         |
| 6  | Davide Rebellin                | Team Gerolsteiner      | + 48"         |
| 7  | Miguel Ángel Martín Perdiguero | Phonak Hearing Systems | + 48"         |
| 8  | Paolo Bettini                  | Quick Step-Innergetic  | + 53"         |
| 9  | Stefan Schumacher              | Gerolsteiner           | + 57"         |
| 10 | Sergei Ivanov                  | T-Mobile Team          | + 1' 07"      |